# Баса (комарка)
Баса (исп. Comarca de Baza)  — район (комарка) в Испании, входит в провинцию Гранада в составе автономного сообщества Андалусия.

## География
Расположена в восточной части провинции. На севере граничит с районом Уэскар, на востоке — с районами Лос-Велес и Валье-дель-Альмансора провинции Альмерия, на юге — с районом Лос-Филабрес-Табернас провинции Альмерия, на западе — с районом Сьерра-де-Касорла провинции Хаэн и районом Гуадикс.

## Демография
В 2010 году население района насчитывало 42 423 человека.

## Муниципалитеты
1. Баса
2. Бенамаурель
3. Канилес
4. Кортес-де-Баса
5. Куэвас-дель-Кампо
6. Кульяр
7. Фрейла
8. Сухар